# Campeonato de Segunda División B de Ascenso por ACOFA 1981
El Campeonato de Fútbol de Tercera División de ACOFA 1981, fue la edición número 2 de (Segunda División B de Ascenso) en disputarse, organizada por El Consejo Nacional de Deportes, siendo el campeón de la temporada 1980-81 la A.D. Fraternidad de Santa Bárbara.
Este campeonato constó 95 equipos a nivel regional debidamente inscritos en el Asociación Costarricense de Fútbol Aficionado por (ACOFA). Renombrado en 1982 como Asociación Costarricense de Fútbol Aficionado (ANAFA) y llamado en 1983 Tercera División de Ascenso.
El campeonato se dividió en cuatro zonas A, B, C y D. Con la finalidad de hacer una octagonal y cuadrangular de los campeones por región y posteriormente el Monarca Nacional de Tercera División (2.ª. División B de Ascenso por ACOFA).
Como dato muy importante a este campeonato se le llamó de Segundas B de Ascenso, ya que en aquel entonces CONAFA tenía en sus funciones la Tercera División (2.ª. División de Ascenso) 1981. De esta manera se podía diferenciar uno del otro y su nivel competitivo, siendo ambos de excelente calidad futbolística.

## Zona A
| 2.ª. División B de Ascenso (Región 1) | 2.ª. División B de Ascenso (Región 1) |
| ------------------------------------- | ------------------------------------- |
| 1                                     | A.D Macolo                            |
| 2                                     | A.D Caballini de Limón                |
| 3                                     | Selección Valle La Estrella           |
| 4                                     | Selección de Talamanca                |

| 2.ª. División B de Ascenso (Región 2) | 2.ª. División B de Ascenso (Región 2) |
| ------------------------------------- | ------------------------------------- |
| 1                                     | A.D Jardín Loría de La Roxana         |
| 2                                     | A.D. Cruz Azul de Guácimo             |
| 3                                     | A.D Independiente de Guápiles         |

| 2.ª. División B de Ascenso (Región 3) | 2.ª. División B de Ascenso (Región 3)  |
| ------------------------------------- | -------------------------------------- |
| 1                                     | A.D Lalos Boys de Siquirres            |
| 2                                     | Club Atlético La Isabela de Turrialba  |
| 3                                     | Club Deportivo San Luis de Río Jiménez |

| 2.ª. División B de Ascenso (Región 4) | 2.ª. División B de Ascenso (Región 4)    |
| ------------------------------------- | ---------------------------------------- |
| 1                                     | A.D. Instituto Tecnológico de Costa Rica |
| 2                                     | A.D Asturias de Oreamuno                 |
| 3                                     | A.D El Guarco                            |
| 4                                     | Selección de Paraíso                     |
| 5                                     | Selección de La Unión de Tres Ríos       |

## Zona B
| 2.ª. División B de Ascenso (Región 5) | 2.ª. División B de Ascenso (Región 5)   |
| ------------------------------------- | --------------------------------------- |
| 1                                     | A.D. San Antonio de San Rafael Coronado |
| 2                                     | Selección de Moravia                    |
| 3                                     | Selección de Guadalupe                  |
| 4                                     | Selección de Curridabat                 |
| 5                                     | Selección de Montes de Oca              |
| 6                                     | Selección de Tibás                      |

| 2.ª. División B de Ascenso (Región 6) | 2.ª. División B de Ascenso (Región 6)            |
| ------------------------------------- | ------------------------------------------------ |
| 1                                     | Club Atlético Nacional San Luis de Pérez Zeledón |
| 2                                     | A.D. Veracruz de Dota                            |
| 3                                     | Selección de Terrazú                             |
| 4                                     | Selección de León Cortés                         |

| 2.ª. División B de Ascenso (Región 7) | 2.ª. División B de Ascenso (Región 7)          |
| ------------------------------------- | ---------------------------------------------- |
| 1                                     | Club Atlético Cariari de Plaza González Víquez |
| 2                                     | A.D SURUSA de La Merced                        |
| 3                                     | Selección de Zapote                            |
| 4                                     | A.D Paso Ancho                                 |
| 5                                     | Real Hispano de San Francisco de Dos Ríos      |
| 6                                     | A.D Aserriseño                                 |
| 7                                     | Selección de Alajuelita                        |
| 8                                     | Selección de Desamparados                      |
| 9                                     | Selección de Acosta                            |

| 2.ª. División B de Ascenso (Región 16) | 2.ª. División B de Ascenso (Región 16) |
| -------------------------------------- | -------------------------------------- |
| 1                                      | A.D. Mi Casa 89 de Golfito             |
| 2                                      | A.D San Bosco de Coto Brus             |
| 3                                      | Selección de Osa                       |
| 4                                      | Selección de Corredores                |

## Zona C
| 2.ª. División B de Ascenso (Región 11) | 2.ª. División B de Ascenso (Región 11) |
| -------------------------------------- | -------------------------------------- |
| 1                                      | A.D Muelle Grande de San Carlos        |
| 2                                      | Selección Alfaro Ruíz                  |
| 3                                      | Selección de Los Chiles                |

| 2.ª. División B de Ascenso (Región 12) | 2.ª. División B de Ascenso (Región 12)    |
| -------------------------------------- | ----------------------------------------- |
| 1                                      | A.D. Delicias de Liberia                  |
| 2                                      | A.D. Pozo Azul de Las Juntas en Abangares |
| 3                                      | Selección de La Cruz                      |
| 4                                      | Selección de Tilarán                      |
| 5                                      | Selección de Bagaces                      |
| 6                                      | Selección de Upala                        |
| 7                                      | Selección de Cañas                        |
| 8                                      | Selección de Guatuso                      |

| 2.ª. División B de Ascenso (Región 13) | 2.ª. División B de Ascenso (Región 13)              |
| -------------------------------------- | --------------------------------------------------- |
| 1                                      | A.D Cananga de Nicoya                               |
| 2                                      | Selección de Nandayure                              |
| 3                                      | Selección de la Caja Costarricense de Seguro Social |
| 4                                      | Selección de Carrillo                               |
| 5                                      | A.D Cartagena de Santa Cecilia Santa Cruz           |

| 2.ª. División B de Ascenso (Región 14) | 2.ª. División B de Ascenso (Región 14) |
| -------------------------------------- | -------------------------------------- |
| 1                                      | A.D. Monserrat de Puntarenas           |
| 2                                      | A.D Super Dany de Chira                |
| 3                                      | Club Deportivo Nances                  |
| 4                                      | Selección de Chomes                    |
| 5                                      | La Amistad F.C                         |
| 6                                      | Selección de Jicaral                   |
| 7                                      | A.D. Isla Chira                        |
| 8                                      | (ICEP) Puntarenas                      |

## Zona D
| 2.ª. División B de Ascenso (Región 8) | 2.ª. División B de Ascenso (Región 8) |
| ------------------------------------- | ------------------------------------- |
| 1                                     | A.D. Cosmos de Pavas                  |
| 2                                     | A.D. Estudiantes de Escazú            |
| 3                                     | A.D Municipal de Santa Ana            |
| 4                                     | Selección Santa Rosa Ciudad Colón     |
| 5                                     | A.D Orlando Alemán de La Uruca        |
| 6                                     | C.S Turcios de Mata Redonda           |
| 7                                     | C.S. Oriente de Hatillo               |

| 2.ª. División B de Ascenso (Región 9) | 2.ª. División B de Ascenso (Región 9)     |
| ------------------------------------- | ----------------------------------------- |
| 1                                     | Club Deportivo Diablos Rojos de San Pablo |
| 2                                     | Club Atlético Roseño de Santo Domingo     |
| 3                                     | A.D. Floreña                              |
| 4                                     | Diamante F.C de Barrio Mercedes           |
| 5                                     | A.D. Quesada de San Isidro                |
| 6                                     | A.D Bravo Rafaeleño                       |
| 7                                     | A.D. Belén J.R                            |
| 8                                     | A.D. Barveña                              |

| 2.ª. División B de Ascenso (Región 10) | 2.ª. División B de Ascenso (Región 10) |
| -------------------------------------- | -------------------------------------- |
| 1                                      | A.D. Carrizaleña                       |
| 2                                      | Carrillos de Poás                      |
| 3                                      | A.D Concepción de Palmares             |
| 4                                      | Selección de San Ramón                 |
| 7                                      | Selección de Grecia                    |
| 8                                      | Selección de Atenas                    |
| 9                                      | Selección de Sarchí                    |

| 2.ª. División B de Ascenso (Región 15) | 2.ª. División B de Ascenso (Región 15) |
| -------------------------------------- | -------------------------------------- |
| 1                                      | A.D. Cerros Unite Brand de Quepos      |
| 2                                      | A.D. Municipal Parrita                 |
| 3                                      | Selección de Jacó                      |

## Formato del Torneo
Se jugaron dos vueltas, en donde los equipos debían enfrentarse todos contra todos. Posteriormente se juega una octagonal y cuadrangular final (2.ª. División B de Ascenso) para ascender a un nuevo inquilino para la Liga Superior (Segunda División por ACOFA 1982).

## Octagonal Final
| Octagonal de 2.ª. División B de Ascenso (ACOFA) | Octagonal de 2.ª. División B de Ascenso (ACOFA) |
| ----------------------------------------------- | ----------------------------------------------- |
| 1                                               | A.D. TEC (Cartago)                              |
| 2                                               | A.D. Macolo (Mac Cluch) de Limón                |
| 3                                               | C.A Cariari de Plaza González Víquez            |
| 4                                               | C.A. San Luis de Pérez Zeledón                  |
| 5                                               | A.D Muelle Grande de San CarloS                 |
| 6                                               | A.D. Monserrat de El Carmen de Puntarenas       |
| 7                                               | C.D. Diablos Rojos de San Pablo de Heredia      |
| 8                                               | A.D. Carrizaleña                                |

## Cuadrangular Final
Estos cuatro clasificados subieron automáticamente a la Segunda División de ACOFA para 1982. No obstante, algunos de estos equipos se retiraron y cedieron sus franquicias a otros clubes.
| Campeón-Subcampeón-Tercer Lugar y Cuarto Lugar | Campeón-Subcampeón-Tercer Lugar y Cuarto Lugar |
| ---------------------------------------------- | ---------------------------------------------- |
| 1                                              | A.D. Instituto Tecnológico de Costa Rica       |
| 2                                              | C.A. Cariari de Plaza González Víquez          |
| 3                                              | C.D. Diablos Rojos de San Pablo de Heredia     |
| 4                                              | A.D Muelle Grande de San Carlos                |

## Campeón Monarca de Tercera División de Costa Rica (2.ª. División B de Ascenso 1981)
| Tercera División por ACOFA 1981                                                                           | Tercera División por ACOFA 1981 |
| --- | ------------------------------- |
| Campeón Nacional de Tercera División de ACOFA 1981. Asociación Deportiva Instituto Tecnológico de Cartago |                                 |

## Ligas Superiores
- Primera División de Costa Rica 1981

- Campeonato de Segunda División de Costa Rica 1980-1981

- Campeonato de Tercera División de Costa Rica 1981

## Ligas Inferiores
- Campeonato de Cuarta División por ACOFA 1981

- Terceras Divisiones Distritales, Independientes y de Canchas Abiertas

## Torneos
| Predecesor: Campeonato 1980 | Tercera División de ACOFA (Segunda División B de Ascenso) Campeonato 1981 | Sucesor: Campeonato 1982 |